# 坂井崇俊
坂井 崇俊（さかい たかとし、1977年12月4日 - ）は、日本の政治活動家、実業家。エンターテイメント表現の自由の会代表（編集長）、株式会社ニューカルチャーラボ代表取締役であり、2012年12月から2016年7月と、2019年7月から2020年12月に参議院議員山田太郎の公設第一秘書を務めた。

## 概要
東京都港区出身。1996年筑波大学附属高等学校、2001年京都大学農学部生物機能科学科卒業。みずほ銀行で中小企業融資業務を務めていたが退社し、コンサルティング会社を4社渡り歩いた後、独立。2013年にエンターテイメント表現の自由の会を設立し、マンガ、アニメ、ゲーム等における表現の自由を擁護する運動を展開している。ニコニコ生放送で放映している番組「山田太郎のさんちゃんねる」に出演している。
第24回・25回参議院議員通常選挙では山田太郎の選挙対策責任者としてネット選挙運動を指揮し、団体からの支援がない中でそれぞれ29万票、54万票の票を獲得した。
2021年、千葉県警が公開していた戸定梨香の動画が非公開となったことを問題視するコメントを発表した。
AV産業の適正化を考える会が2024年に開催したシンポジウムに参加しており、アダルトビデオについての表現の自由も主張している。

## 関連人物
- 中谷基志　エンターテイメント表現の自由の会（編集委員）
- 近藤顕彦　エンターテイメント表現の自由の会（編集委員）